# مونيا أيرلندا الجديدة
مونيا أيرلندا الجديدة (الاسم العلمي: Lonchura forbesi) (بالإنجليزية: New Ireland Munia)‏ هي نوع من الطيور تتبع جنس المونيا من فصيلة شمعية المنقار.